# Igreja de Nossa Senhora da Saúde (Kotor)
A Igreja de Nossa Senhora da Saúde (em sérvio:  Црква Госпе од здравља ou Црква Марије Колеђате) é uma igreja de muito pequena dimensão, de rito ortodoxo sérvio, localizada na cidade de Kotor, no Montenegro. Situa-se na encosta do Monte de São João e data de 1518. O único acesso possível é a pé subindo a encosta, por escadas, um trajeto difícil. É um dos pontos turísticos principais de Kotor.

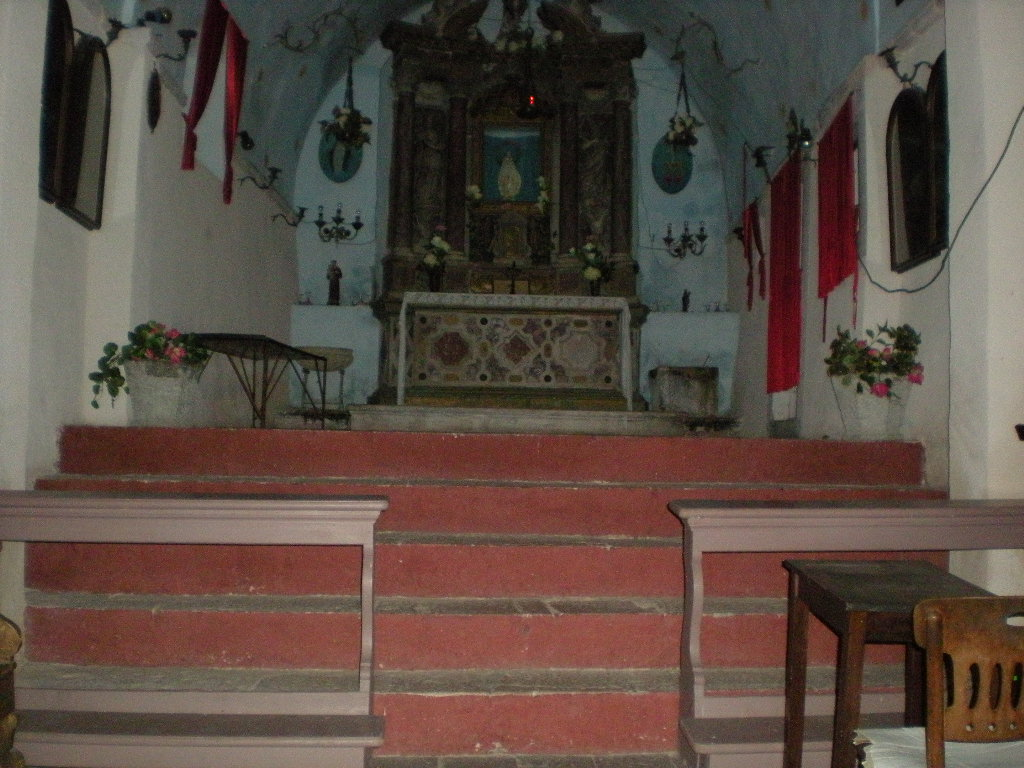
Interior da igreja.

Sob a igreja foram encontrados vestígios arqueológicos de construções prévias do século VI.